# Aurora Walker
Aurora Walker (Ciudad de México, 28 de julio de 1904-ibídem, 2 de enero de 1964) fue una actriz de cine mexicana. Ella apareció en más de ciento veinte películas durante su carrera.

## Biografía
Se casó con el actor Julio Taboada con quien procreó a Carlos Enrique Taboada Walker, 
director de cine mexicano.

## Filmografía selecta
- Por mis pistolas (1938)
- El látigo (1939)
- En tiempos de don Porfirio (1940)
- Jesús de Nazareth (1942)
- La hija del payaso (1945)
- El supersabio (1948)
- El deseo (1948)
- La feria de Jalisco (1948)
- Yo maté a Juan Charrasqueado (1949)
- La mujer que yo perdí (1949)
- Una gringuita en México (1951)
- Una gallega baila mambo (1951)
- Arrabalera (1951)
- Él (1953)
- El fantasma se enamora (1953)
- Escuela de vagabundos (1955)
- La hermana blanca (1960)